# すいらん荘
すいらん荘（すいらんそう）とは、静岡県伊東市八幡野にある温泉付き別荘地。

## 概要
「伊豆高原」の南隣に造成されている温泉付き別荘地。総区画約950、総棟数約600、定住数350世帯。
「伊豆高原」と同じく1963年（昭和38年）から分譲開始。開発は翠開発株式会社、管理は「すいらん荘自治会」。

## 交通・アクセス
南東に国道135号が通り、南西にはその「中大見口」交差点から北西に伸びる県道112号が通っている。国道135号沿いには、伊東駅から赤沢温泉をつなぐ路線バスが毎日4往復程度通っている。
東と北には、「伊豆高原」との境界となる「伊豆高原 桜並木」や、そこから西進する道が通っており、そこに伊豆シャボテン公園・池中野?伊豆高原駅をつなぐ東海バスの路線バスが毎日往復5便程度通っている。
最寄りのバス停は、
- 株尻
- 高原中央
- 瀬戸山
- ファミリーガーデン
- 平松
- 八幡野

など。
最寄り駅である伊豆急行線の伊豆高原駅までは、約500m。